# Tuđin
Tuđin (Servisch cyrillisch Туђин) is een plaats in de Servische gemeente Osečina. De plaats telt 226 inwoners (2002).

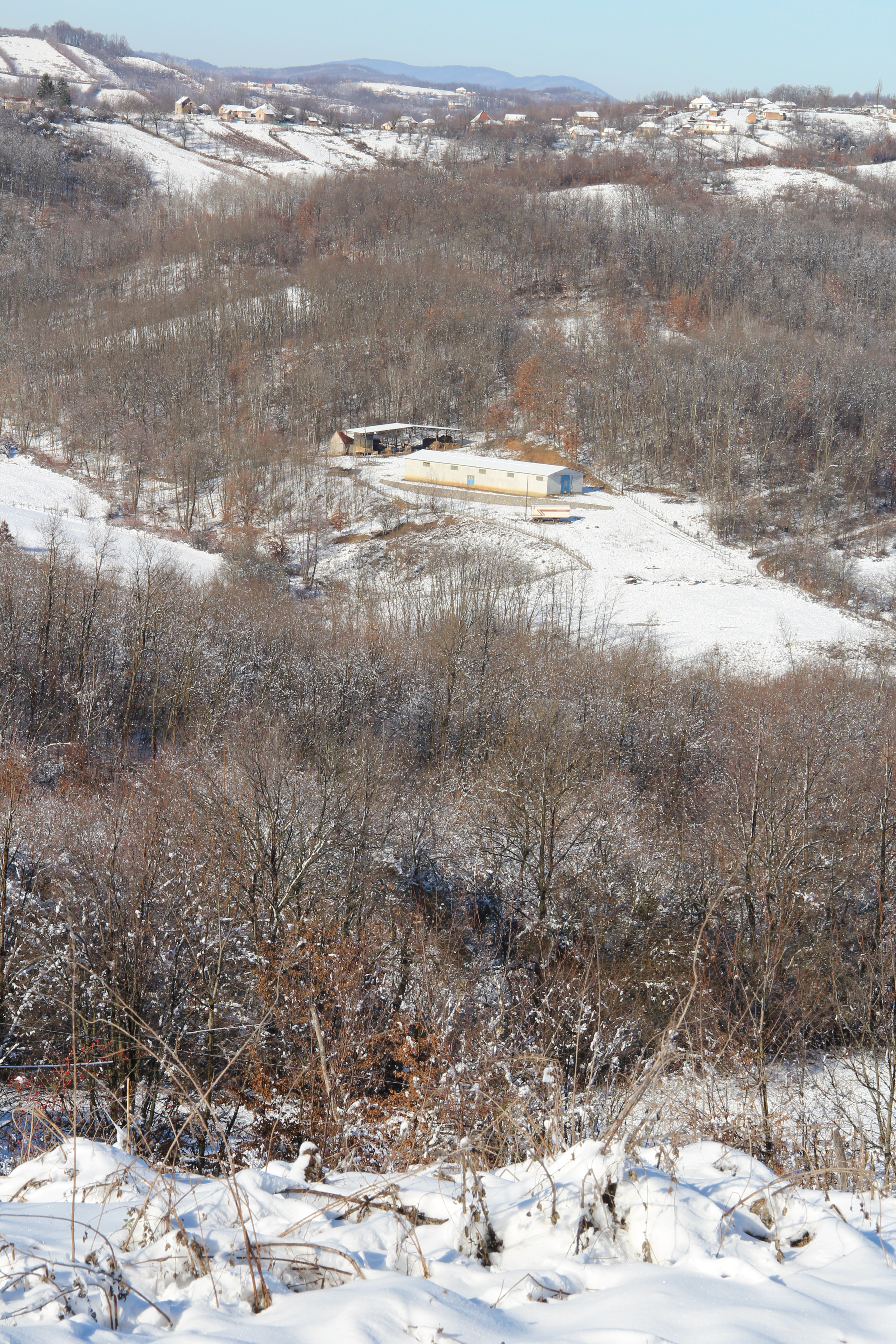
Tudjin - panorama
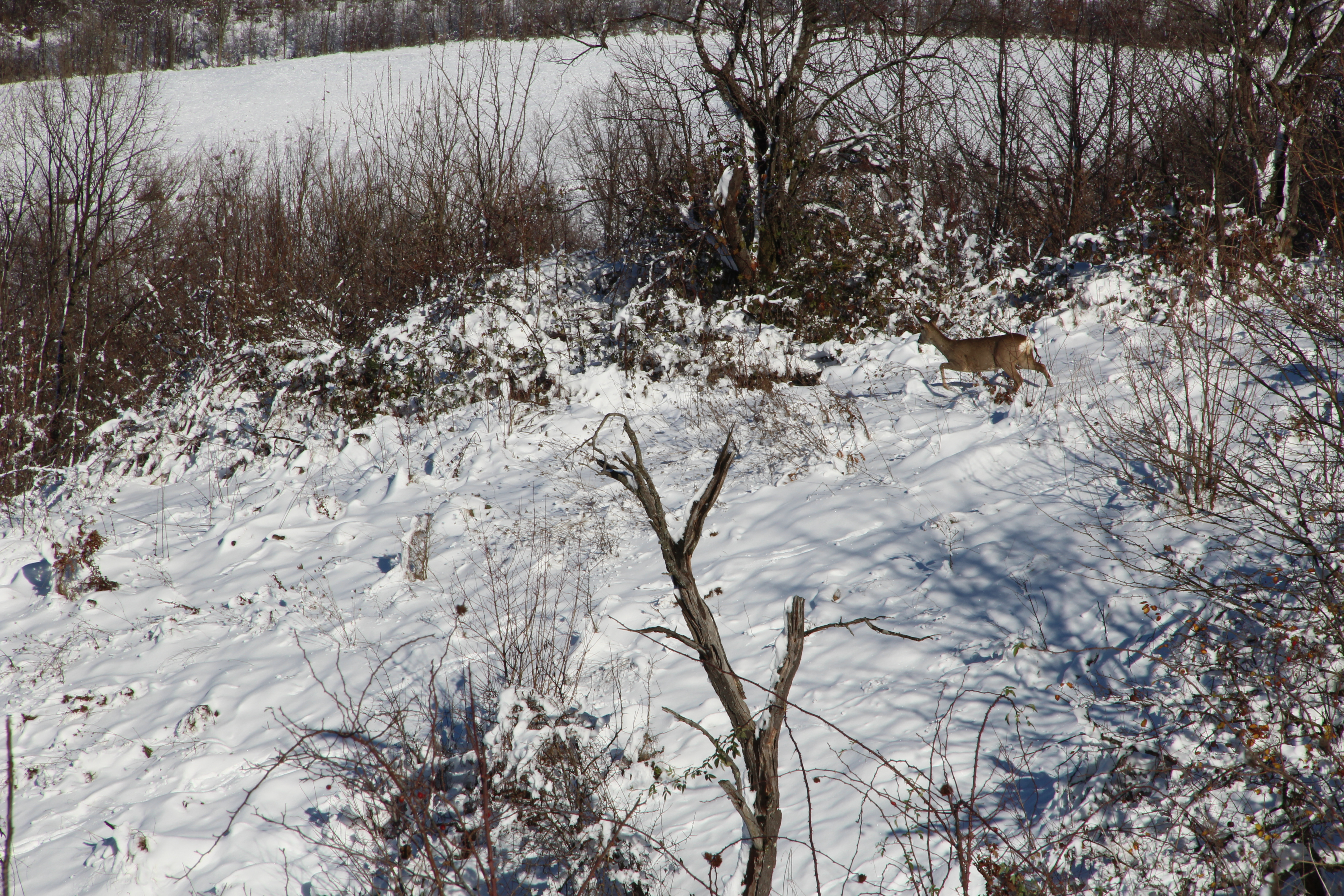
Tudjin - panorama
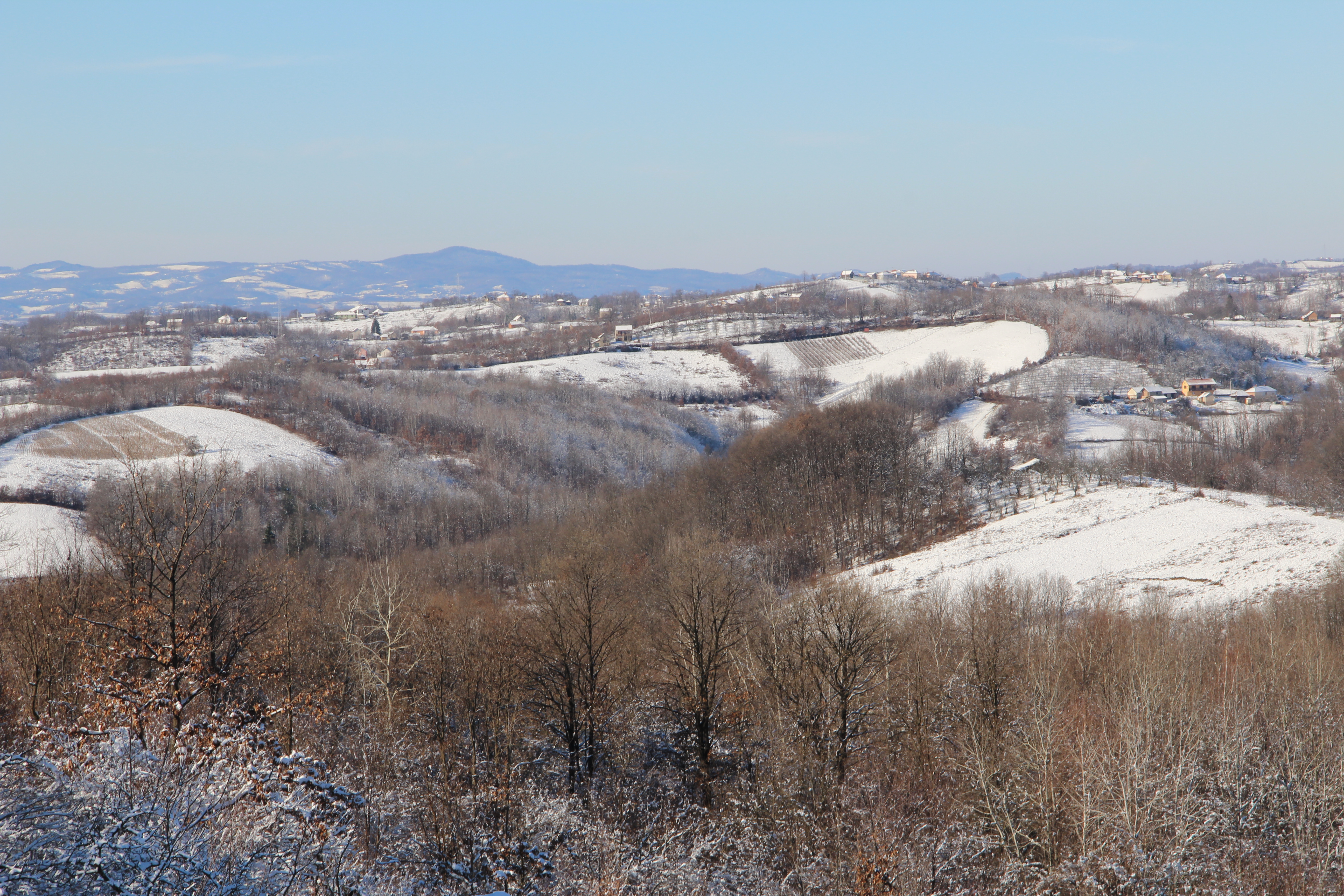
Tudjin - panorama
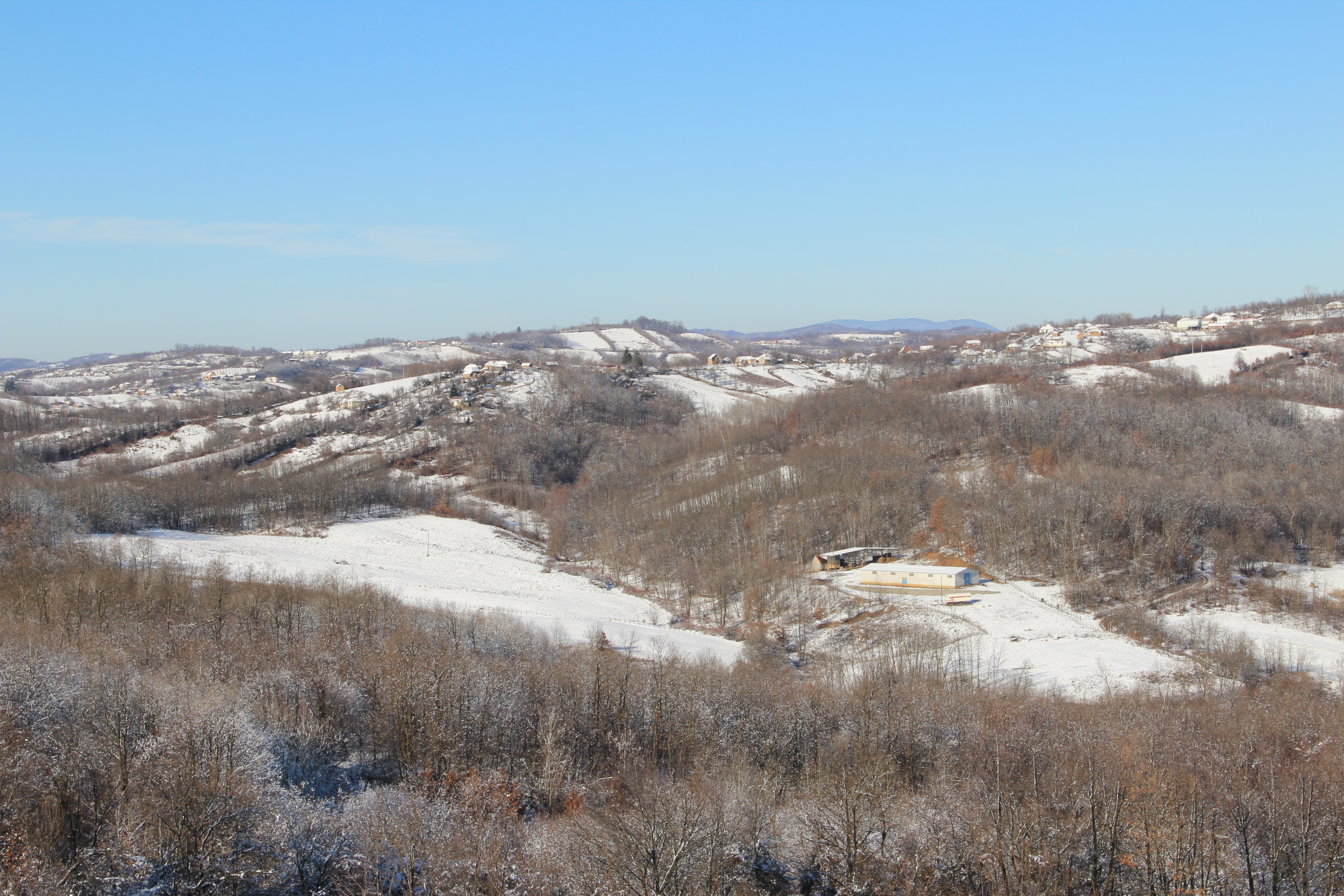
Tudjin - panorama
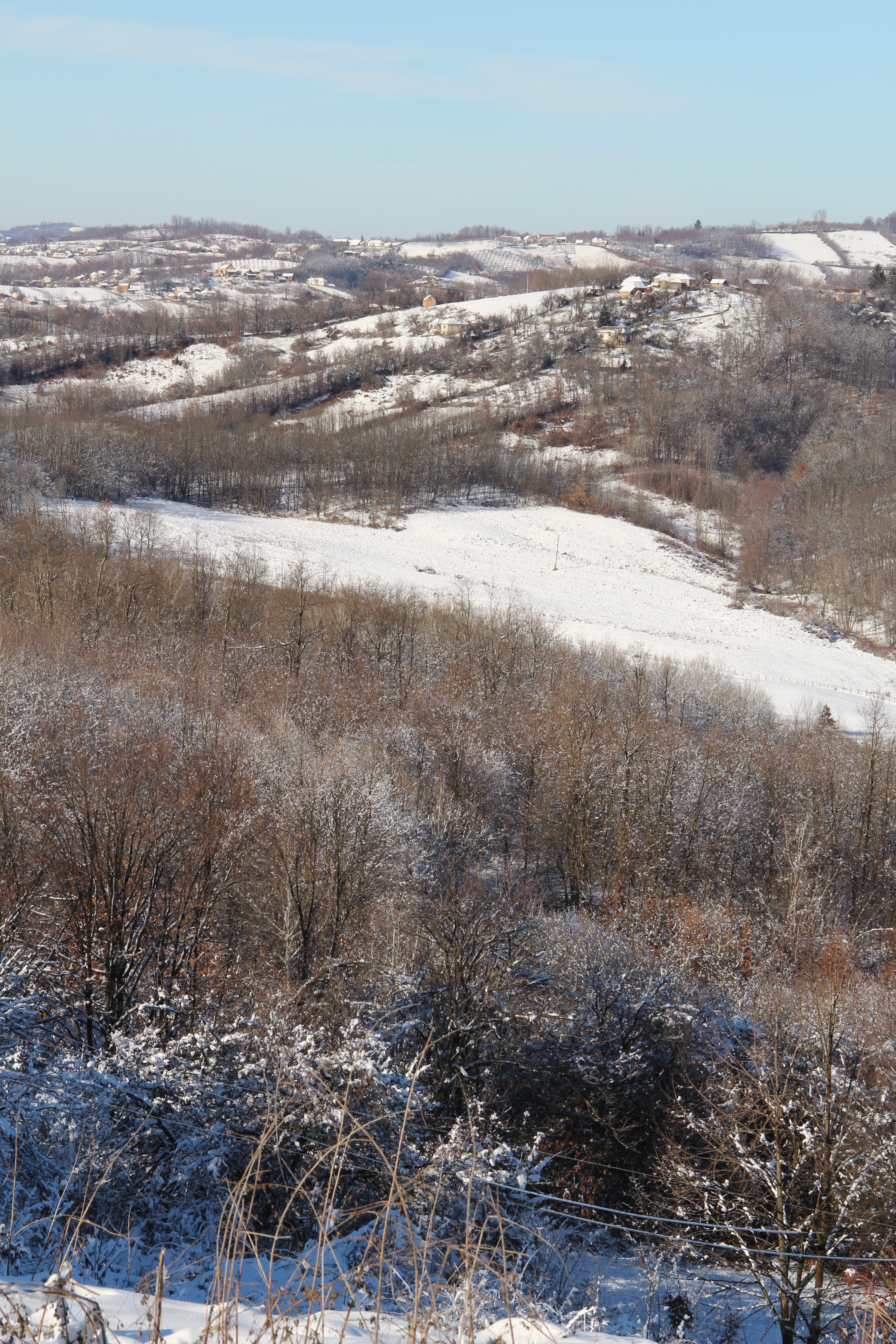
Tudjin - panorama
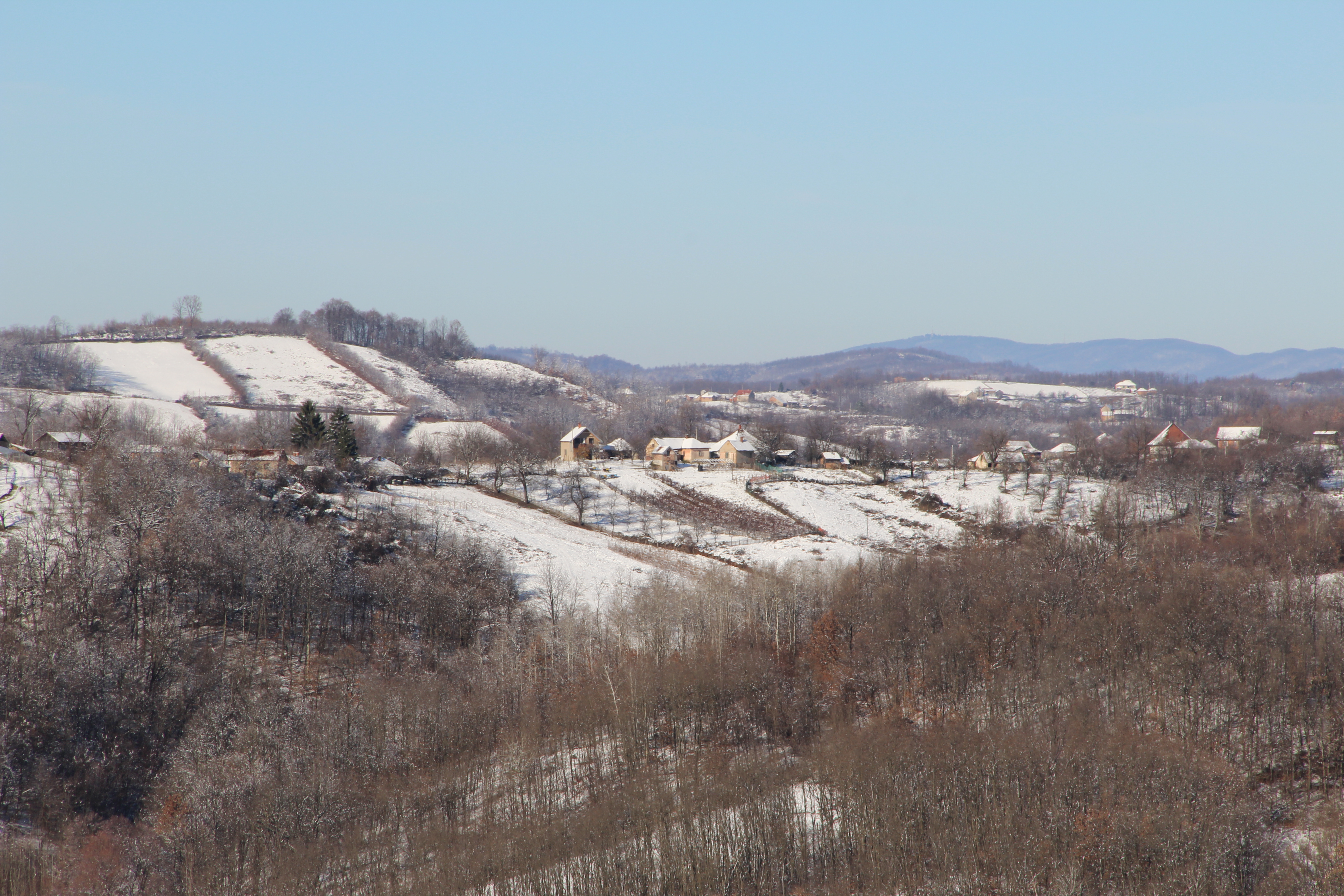
Tudjin - panorama
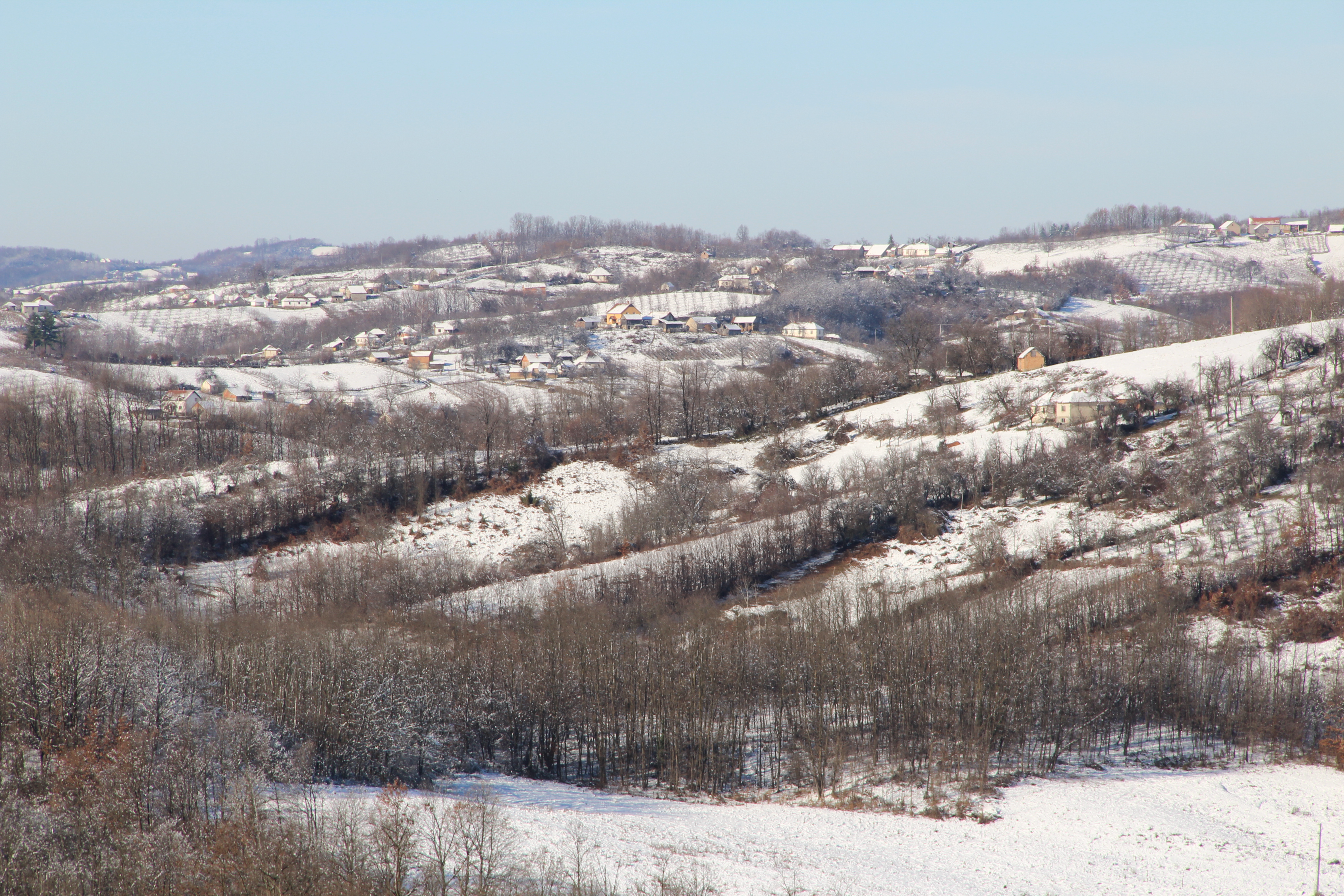
Tudjin - panorama